# 타이렐 비그스
타이렐 비그스(영어: Tyrell Biggs, 1960년 12월 22일~)는 미국의 권투 선수이다. 1984년 하계 올림픽 슈퍼헤비급에서 금메달을 획득했다.

## 경력
1984년 하계 올림픽 복싱에서 신설 체급인 슈퍼헤비급에서 금메달을 획득하였다. 다음 대회인 1988년 하계 올림픽에서 이 체급 금메달을 획득하고 나중에 세계 챔피언에 오른 레녹스 루이스도 이 대회에서는 비그스를 만나 판정패를 당해 초반 탈락하였다.
프로 복싱에서는 별 두각을 나타내지 못했으며 생애 유일한 타이틀전인 통합 챔피언 마이크 타이슨과의 경기에서 7회 KO패를 당하였고 레녹스 루이스와의 논타이틀전에서도 3회 KO패하였다.